# After the Burial
After the Burial es una banda estadounidense de deathcore y metalcore proveniente de Twin Cities, Minnesota. Ha lanzado cinco álbumes de estudio y un EP. La banda ha participado en numerosos festivales de metal junto con varias bandas del mismo género y se han acreditado como un gran contribuyente en la escena del "djent".

## Historia

### Formación yForging a Future Self(2004-2006)
After the Burial fue fundada en 2004 por Nick Wellner, Trent Hafdahl, Justin Lowe, y Greg Erickson. Al principio, Dave Coleman ocupaba el lugar de bajista mientras buscaban a un miembro permanente, después de publicar volantes por la ciudad, finalmente Lee Foral respondió y se ganó el puesto. La banda grabó su primer material Forging a Future Self a finales de 2005 y fue lanzado el 1 de abril de 2006. El álbum fue distribuido por Corrosive Records, aunque nunca hubo un contrato discográfico oficial de por medio.
Tiempo después, firman con la discográfica Sumerian Records, Erickson y Wellner abandonan la banda y Grant Luoma toma el puesto de vocalista. Eric Robles tomó el lugar de Erickson como baterista, pero también se marchó antes de la grabación del segundo álbum de la banda.

### Rareform(2008-2009)
La banda entró al estudio en 2008 para grabar su segundo álbum Rareform. La batería fue grabada por los guitarristas Justin Lowe y Trent Hafdahl ya que no tenían baterista. Poco después del lanzamiento del álbum, el vocalista Grant Luoma fue reemplazado por Anthony Notarmaso y la banda reclutó a Dan Carle (también de Nostalia) en la batería.
A finales de 2008, la banda salió de gira con Suicide Silence en el tour The Cleansing The Nation Tour, y a principios de 2009 encabezó el tour por Estados Unidos con Veil Of Maya.
En septiembre de 2009, la banda decide regrabar Rareform pero ahora con la voz de Notarmaso. El álbum también incluye contenido extra, como las grabaciones en vivo de un concierto con entradas agotadas que la banda realizó.

### In Dreams(2010-2012)
El tercer álbum de la banda titulado In Dreams fue grabado y lanzado en 2010 a través de Sumerian. 
En 2010, la banda salió de gira con Winds of Plague en el tour The December Decimation, y en 2011 encabezaron el tour Crush Em' All Tour 2. 
El 14 de marzo de 2012, una versión extendida de la canción Pi (The Mercury God Of Infinity) fue lanzada en streaming a través de YouTube.

### This Life is All We Have,Wolves Withiny salida de Justin Lowe (2013-presente)
El 2 de abril de 2013, Sumerian Records lanzó una versión remasterizada de la canción A Steady Decline y declararon: "¡El 1 de abril de 2006, After the Burial lanzó su álbum innovador Forging A Future Self lo que ayudó a dar forma al sonido de metal moderno, para celebrar 7 años de su lanzamiento, After the Burial ha lanzado una nueva forma de un viejo favorito!"
El 30 de abril, Sumerian Records subió tres canciones en su canal oficial de YouTube pertenecientes al EP de la banda This Life Is All We Have. El EP incluye canciones remasterizadas de su primer álbum Forging a Future Self con Anthony Notarmaso como vocalista: A Steady Decline, Fingers Like Daggers, y Redeeming The Wretched.
Durante un show en vivo en 2013, la banda tocó dos nuevas canciones tituladas A Wolf Amongst Ravens y Anti Pattern pertenecientes a su nuevo material.
El 23 de octubre de 2013, la banda publicó a través de su página oficial de Facebook que el nuevo álbum estaba listo. El 5 de noviembre de 2013, Sumerian Records lanzó el sencillo A Wolf Amongst Ravens a través de un vídeo lírico en su canal oficial de YouTube y revelaron fecha de lanzamiento y título de su nuevo álbum. Wolves Within sería lanzado el 17 de diciembre de 2013. El 18 de noviembre de 2013 el sencillo Of Fearful Men fue lanzado a través de YouTube y estuvo disponible a través de iTunes. El 17 de diciembre de 2013 Wolves Within fue lanzado a través de Sumerian Records.
El guitarrista y miembro fundador Justin Lowe, abandonó oficialmente la banda con un comunicado publicado el 24 de junio de 2015 citando una paranoia masiva en toda su vida creyendo que la banda, el sello discográfico Sumerian Records y la mayoría de las personas cercanas a él estaban arruinando su propia vida. After the Burial hizo una declaración acerca de este estado de cosas al día siguiente en la cuenta oficial de Facebook.
Justin Lowe, quien fuese guitarrista de After the Burial, fue hallado muerto por un excursionista bajo el Arcola High Bridge, cerca de Somerset, Wisconsin. Según han explicado las autoridades las lesiones que presentaba el cuerpo coincidían con las que sufriría alguien que cayera desde lo alto del puente y no hay sospechas de que se haya producido ninguna acción criminal.

## Integrantes

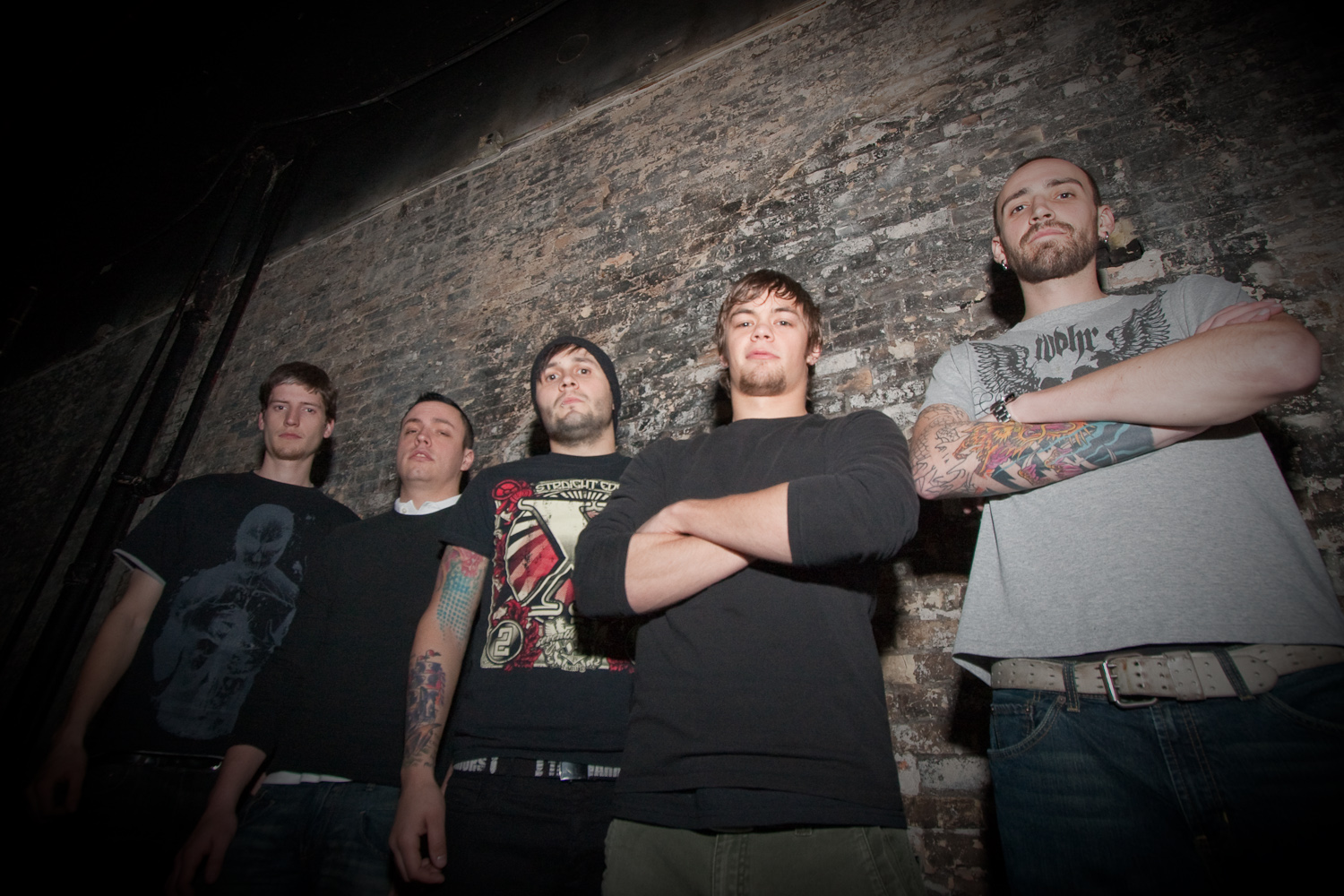
En 2009, de izquierda a derecha: Dan Carle, Justin Lowe, Anthony Notarmaso, Trent Hafdahl, Lerichard Foral.

### Miembros actuales
- Trent Hafdahl - guitarrista, coros (2004–presente)
- Dan Carle - batería (2007–presente)
- Anthony Notarmaso - voz gutural (2008–presente)

Adrian Oropeza (presente)

### Miembros anteriores
- Nick Wellner - voz gutural (2004–2007)
- Greg Erickson - batería (2004–2006)
- Grant Luoma - voz gutural (2007–2008)
- Eric Robles - batería (2006–2007)
- Justin Lowe † - guitarrista (2004–2015)
- Lerichard "Lee" Foral - bajo (2004–2016)

## Discografía

### Álbumes de estudio
| Forging a Future Self | - Lanzado: 1 de abril de 2006 - Discográfica: Distribuido por Corrosive Records - Formatos: CD, descarga digital | — | —  | —  | —  |
| Rareform              | - Lanzado: 22 de julio de 2008 - Discográfica: Sumerian - Formatos: CD, descarga digital                         | — | —  | —  | —  |
| In Dreams             | - Lanzado: 23 de noviembre de 2010 - Discográfica: Sumerian - Formatos: CD, descarga digital                     | 3 | 27 | 12 | —  |
| Wolves Within         | - Lanzado: 17 de diciembre de 2013 - Discográfica: Sumerian - Formatos: CD, descarga digital                     | 2 | 27 | 9  | 44 |
| Dig Deep              | - Por lanzarse: 19 de febrero de 2016 - Discográfica: Sumerian - Formatos: CD, descarga digital                  | - | -  | -  | -  |
| Evergreen             | - Lanzado: 19 de abril de 2019 - Discográfica: Sumerian - Formatos: CD, descarga digital                         | - | -  | -  | -  |

### EP
- This Life Is All We Have (EP) (2013)

## Videografía
| Título                                                   | Año  | Director       | Álbum           |
| -------------------------------------------------------- | ---- | -------------- | --------------- |
| Your Troubles Will Cease And Fortune Will Smile Upon You | 2011 | Scott Hansen   | "In Dreams"     |
| Pendulum                                                 | 2011 | —              | "In Dreams"     |
| A Wolf Amongst Ravens                                    | 2014 | Anthony Dubois | "Wolves Within" |
| Lost in the Static                                       | 2016 | —              | "Dig Deep"      |
| Collapse                                                 | 2016 | —              | "Dig Deep"      |